# جاکومو ماری
جاکومو ماری (به ایتالیایی: Giacomo Mari) بازیکن فوتبال و اهل ایتالیا است 

## تیم ملی
از سال ۱۹۴۸ میلادی عضو تیم ملی فوتبال ایتالیا بوده و در ۸ بازی ملی حضور داشته‌است. او در بازی‌های ملی‌اش گلی به ثمر نرساند.
جاکومو ماری آخرین بازی ملی خود را در سال ۱۹۵۴ میلادی انجام داد.